# Prunay-sur-Essonne
Prunay-sur-Essonne település Franciaországban, Essonne megyében. Lakosainak száma 312 fő (2022. január 1.). Prunay-sur-Essonne Gironville-sur-Essonne, Boigneville, Buno-Bonnevaux és Champmotteux községekkel határos.

## Népesség
A település népességének változása:
| Lakosok száma | 317  | 308  | 307  | 295  | 292  | 289  | 287  | 299  | 312  |
|               | 2013 | 2015 | 2016 | 2017 | 2018 | 2019 | 2020 | 2021 | 2022 |